# کتاب داوران

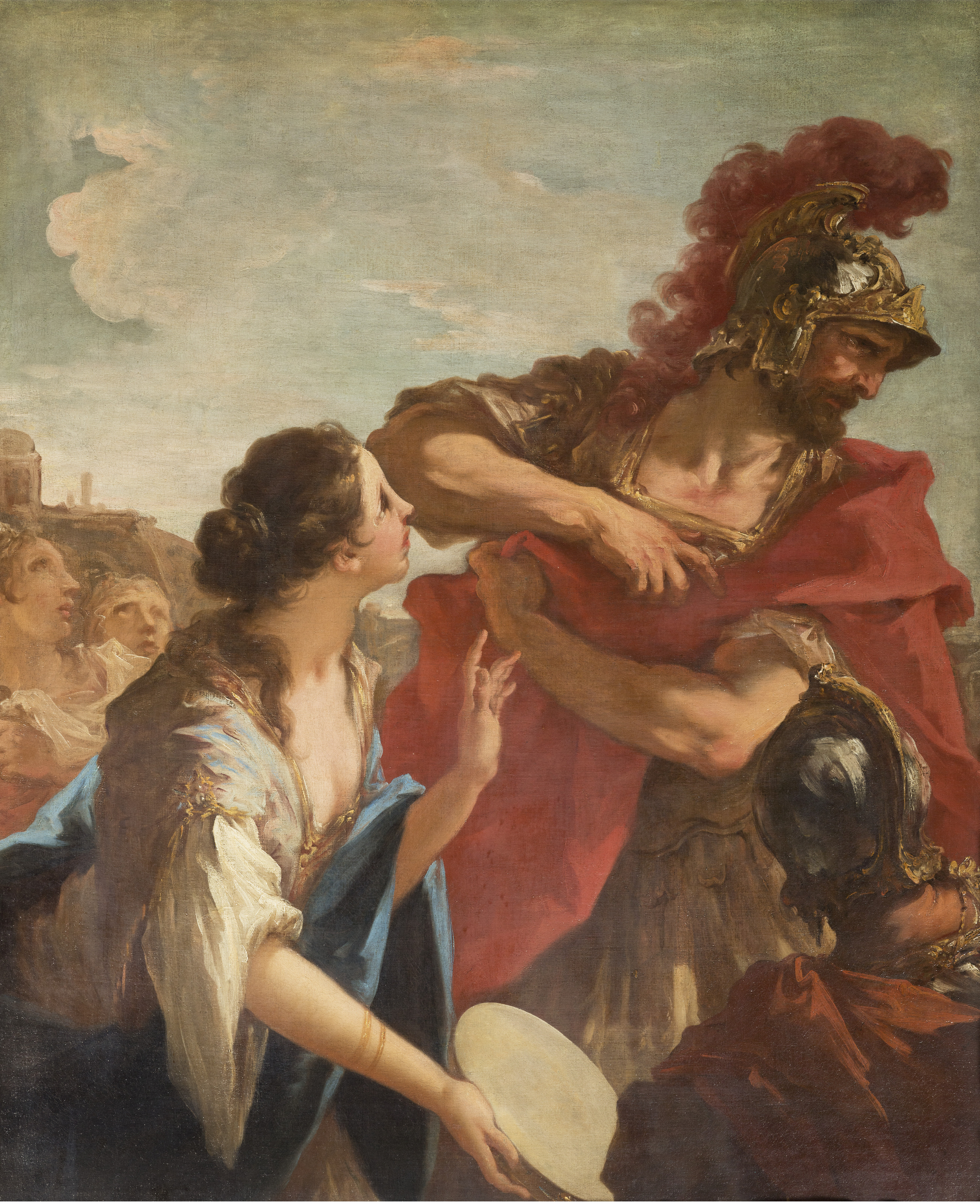
مرتبط

کتاب داوران یا کتاب قضات(درعبری:ספר שופטים سِفِر شُفتیم) یکی از بخش‌های تنخ یا عهد عتیق است که به زبان عبری نوشته شده‌است. بر طبق روایات یهودی، سموئیل نویسندهٔ کتاب داوران است. ناتان و جاد نیز که از پیامبران همراه داوود بودند، در نگارش کتاب دست داشته‌اند. این کتاب پیش از تصرف اورشلیم توسط داوود و در سال ۱۰۰۰ قبل از میلاد نوشته شده‌است؛ زمانی‌که یبوسیها اورشلیم را تحت سلطه داشتند. در این کتاب زندگی داورانی چون عتنئیل، ایهود، دبوره، باراک، جدعون، ابیملک، یفتاح و شمشون آمده‌است. در این کتاب به داوران کوچکی چون تولع، یائیر، شمجر، ابصان، ایلون و عبدون نیز اشاره شده‌است.